# Eragrostis nutans
Eragrostis nutans är en gräsart som först beskrevs av Anders Jahan Retzius, och fick sitt nu gällande namn av Christian Gottfried Daniel Nees von Esenbeck och Ernst Gottlieb von Steudel. Eragrostis nutans ingår i släktet kärleksgrässläktet, och familjen gräs. Inga underarter finns listade i Catalogue of Life.